# Сироткович, Яков
Яков Сироткович (сербохорв. Jakov Sirotković, 7 ноября 1922, остров Раб, королевство сербов, хорватов и словенцев — 31 октября 2002, Загреб, Хорватия) — югославский хорватский государственный деятель, председатель Союзного Исполнительного Вече Союзной Республики Хорватии (1974—1978).

## Биография
С 1943 по 1945 годы служил в партизанских войсках санитаром (сначала в Загребском партизанском отряде, затем в 33-й дивизии). В 1948 г. окончил экономический факультет Загребского университета, в 1951 г. получил докторскую степень. В 1950—1991 гг. преподавал в университете, с 1961 г. — профессор. В 1952 г. основал институт экономики при Загребском университете, до 1955 г. являлся его директором.
- 1956—1960 и 1962—1964 гг. — государственный советник и директор Федерального бюро планирования в Белграде,
- 1960—1962 гг. — директор Управления планирования,
- 1966—1968 гг. — ректор Загребского университета,
- 1970—1974 гг. — заместитель председателя Союзного исполнительного Вече СФРЮ,
- 1974—1978 гг. — председатель Исполнительного Вече Союзной Республики Хорватии,
- 1978—1991 гг. — президент Югославской академии наук и искусств, одновременно в 1984—1991 гг. — главный редактор югославской энциклопедии.